# Carlos Morales Quintana
Pour les articles homonymes, voir Carlos Morales.
Carlos Javier Morales Quintana, né le 31 décembre 1970 à Lanzarote, dans les îles Canaries, est un architecte et un champion de voile espagnol. Il est l'époux de la princesse Alexia de Grèce.
Régulièrement présent dans la presse du cœur espagnole, Carlos Morales a également fait la Une des journaux à l'occasion de l'Affaire Unión, dont il a finalement été disculpé en 2014.

## Famille
Lointain descendant par les femmes du roi Jacques Ier d'Aragon (1208-1276), Carlos Morales Quintana est le fils de Luis Miguel Morales Armas (d. 2020), et de María Teresa Quintana González.
Le 9 juillet 1999, Carlos Morales épouse, à la cathédrale orthodoxe Sainte-Sophie de Londres, la princesse Alexia de Grèce (1965), fille aînée du roi Constantin II de Grèce (1940-2023) et de son épouse la reine Anne-Marie de Danemark (1946). De ce mariage naissent quatre enfants :
- Arrietta Morales y de Grecia (née à Barcelone le 24 février 2002)[5] ;
- Ana María Morales y de Grecia (née à Barcelone le 15 mai 2003)[5] ;
- Carlos Morales y de Grecia (né à Barcelone le 30 juillet 2005)[6] ;
- Amelia Morales y de Grecia (née à Barcelone le 26 octobre 2007)[7].

## Biographie
Fils d'un père fonctionnaire et d'une mère auxiliaire administrative, Carlos Morales grandit au sein d'une famille de cinq enfants, à Puerto del Carmen, à Lanzarote. En 1990, le jeune homme part suivre des études d'architecture à l'École polytechnique de Barcelone, dont il sort diplômé en 1998,. 
Parallèlement à ses études, Carlos Morales participe à de nombreuses régates et remporte, à deux reprises, en 1997 et en 1998, la Copa del Rey. Par la suite, le jeune homme est membre de l'équipe pré-olympique espagnole Sydney-2000 dans la classe Tornado.
En 1994, Carlos Morales fait la connaissance de la princesse Alexia de Grèce, dont il ne tarde pas à tomber amoureux. Le 9 juillet 1999, le couple se marie à la cathédrale Sainte-Sophie de Londres, au Royaume-Uni,.
En 2009, le nom de Carlos Morales est associé à un important scandale de corruption qui touche l'île de Lanzarote : l'Affaire Unión. L'architecte est alors accusé d'avoir profité de la réorganisation du plan d'aménagement du territoire d'Arrecife et d'avoir bâti une vaste villa pour sa famille sur des terrains non constructibles,. Cependant, la justice espagnole lave finalement Carlos Morales de toutes charges en octobre 2014,.